# Huernia plowesii
Huernia plowesii ist eine Pflanzenart aus der Unterfamilie der Seidenpflanzengewächse (Asclepiadoideae). 

## Merkmale
Huernia plowesii bildet stammsukkulente, aufrecht stehende oder aufsteigende, klumpenbildende Triebe, die bis etwa 3 cm hoch werden. Im Querschnitt sind sie 4-rippig und dicht mit spitzen Warzen besetzt. Die Blüten stehen einzeln, weisen nach außen und sitzen auf einem relativ kurzen, max. 1 cm langen Stiel. Die Kelchblätter messen 5 bis 6 × 2 mm. Die Blütenkrone hat einen Durchmesser von 2,5 bis 3,5 cm. Sie ist innen dunkel purpurbraun, die Zipfel cremefarben mit unregelmäßigen, kastanienbraunen Flecken. Die innen 5-eckige Kronenröhre hat einen Durchmesser von etwa 6 mm. Der Annulus ist etwa 5 mm breit; er ist innen purpurrot, nach außen dunkelrot und geht zum Rand hin in dunkelrote Flecke auf cremefarbenem Untergrund über. Die Kronenzipfel sind genähert dreieckig, etwas breiter als lang und apikal zugespitzt. Sie sind nach außen abgespreizt, basal kahl und zum Apex hin schwach behaart.

## Geographische Verbreitung
Die Art kommt im südwestlichen Teil von Namibia vor. 